# Steve Cronin
Steven Michael Cronin (Sacramento, 28 maggio 1983) è un ex calciatore statunitense, di ruolo portiere.

## Carriera

### Gli inizi
Cronin inizia la sua carriera nei San Jose Earthquakes, squadra militante la Major League Soccer, dove però non riesce a collezionare nemmeno una presenza, e nel 2005 viene ceduto ai Los Angeles Galaxy.
Nel 2008, al termine della sua avventura con questa maglia, colleziona in tutto 28 presenze in campionato.

### Portland Timbers
Nel 2009 viene acquistato dai Portland Timbers, squadra della MLS, dove ben presto diventa un pezzo pregiato del club, e nell'annata 2010-2011 riesce a disputare ben 54 partite con la squadra.

### DC United e il ritiro
Nel 2010 viene ceduto in prestito al DC United, dove compie solo 2 apparizioni in campo, ma nonostante ciò, viene riscattato dal club. Nella stagione seguente colleziona ancora soltanto 2 presenze, quindi Cronin decide di appendere gli scarpini al chiodo, e nel 2011 annuncia il proprio ritiro dal calcio giocato.

## Curiosità
Nella stagione 2006/07 con la maglia del Los Angeles Galaxy ha vestito la maglia numero 0.